# Waleczne kobiety
Waleczne kobiety (ang. Women of Valor) – amerykański film wojenny z 1986 roku w reżyserii Buzza Kulika. 

## Fabuła
II wojna światowa na Dalekim Wschodzie. Grupa amerykańskich i australijskich pielęgniarek trafia do niewoli japońskiej. Przez kolejne lata ofiarnie pracują w obozowym szpitalu, narażone na upokorzenia, przemoc ze strony japońskich żołnierzy, a nawet śmierć. Wyróżnia się pośród nich por. Margaret Ann Jessup, która niejednokrotnie z narażeniem życia niesie pomoc rannym, chorym i innym współwięźniom. Gdy nadchodzi chwila wyzwolenia, zyskuje sobie nawet uznanie japońskiego dowódcy. 
Fabuła filmu oparta jest na głównie na ustnych historiach podanych przez pielęgniarki amerykańskiej armii, które spędziły ponad dwa lata w japońskim obozie jenieckim na Filipinach.

## Plenery
Zdjęcia kręcono na Filipinach.

## Krytyka
Pomimo stosunkowo dużego jak na niedługi film telewizyjny budżetu (3 mln. dolarów) i nadziei reżysera na wersję kinową, film spotkał się z negatywnym przyjęciem krytyków. Zarzucano mu ogólny brak realizmu (np. dobrze wyglądające, odżywione kobiety), stereotypowość (szlachetne i odważne pielęgniarki naprzeciw brutalnych Japończyków), brak oparcia na faktach (żadna ze 104 amerykańskich pielęgniarek więzionych na Filipinach w japońskich obozach jenieckich nie zgłosiła po wojnie aktów gwałtu, jakie pokazuje film). 

## Nagrody
W 1987 roku film otrzymał nagrodę Stowarzyszenia Amerykańskich Montażystów Filmowych za najlepszy montaż dla Lesa Greena.  

## Obsada
- Susan Sarandon – por. Margaret Ann Jessup
- Kristy McNichol – T.J. Nolan
- Alberta Watson – p.por. Helen Prescott
- Valerie Mahaffey – p.por. Katherine R. Grace
- Suzanne Lederer – p.por. Gail Polson
- Patrick Bishop – kpt. Nakayama
- Terry O'Quinn – mjr Tom Patterson
- Neva Patterson – lady Judith Eason
- Jay Acovone – kpt. Rader

i inni. 